# Франц фон Гілленбранд
Франц фон Гілленбранд (нім. Franz von Hillenbrand), (нар. близько 1801 — пом. ?) — австрійський шляхтич XIX століття з роду Гілленбрандів, імперський та королівський рахівник родом із Золочева на Львівщині.

## Біографія
Франц фон Гілленбранд народився близько 1801 року в Золочеві. Він був сином Йоганна Бальтазара фон Гілленбранда, графського скарбничого, та його дружини Йоганни Фогель. Його предки переселилися до Галичини із Аугсбургу, де проживали ще у 1757 році, про що свідчить лист кайзера Франца I.
У 1841 Франц фон Гілленбранд залишив Золочів і виїхав до Прессбургу. 1 серпня 1841 повінчався там із 22-річною донькою лікаря Йоганна фон Бокха, Ернестіною Емілією фон Бокх, яка стала його другою дружиною. Подружжя оселилося у Відні, де у них народилися два сини: Емільєн Ернст (нар.7 липня 1842) та Рудольф.
Певний час Франц працював у столиці імперським та королівським рахівником, після чого повернувся із родиною до Прессбурга.
За деякими відомостями, мав брата Александра, який також працював у Відні у секретаріаті ордену Залізної Корони.
Дата смерті Франц фон Гілленбранда невідома.